# NK Radnički Gardinovec
NK Radnički je nogometni klub iz Gardinovca. U sezoni 2021./22. se natječe u 2. ŽNL Međimurska - Skupina A.